# 21 (альбом)
21 — другий студійний альбом британської співачки Адель, представлений 24 січня 2011 року під лейблом XL у Європі та 22 лютого 2011 року у Північній Америці під лейблом Columbia Records. Назва альбому (як і попередня платівка) символізує вік співачки під час запису. «21» наслідує соул звучання попереднього альбому, а також додає звучання у стилі американського кантрі та південного блюзу, які Адель почала слухати під час північноамериканської частини її туру «An Evening with Adele». Альбом, створений після розставання співачки із її тодішнім партнером, досліджує теми розлуки, зцілення, самоаналізу та прощення.
Адель почала працювати над «21» у квітні 2009 року, коли все ще була у стосунках, які, власне, і надихнули її на цю роботу. Прагнучи відійти від задумливого звучання свого першого альбому, вона мала намір написати більш оптимістичний і сучасніший наступний альбом. Проте студійні сесії закінчилися передчасно через брак натхнення. Адель відновила запис альбому відразу після розриву стосунків, спрямувавши свою біль розбитого серця та депресію у пісні. Адель співпрацювала з різними авторами пісень і продюсерами, включно із співпрезидентом Columbia Records  Ріком Рубіном, а також із Полом Епвортом, Раяном Теддером, Джимом Аббіссом та Деном Вілсоном.
«21» очолив хіт-паради у більш ніж 30 країнах і став найбільш продаваним альбомом року у світі як у 2011, так і в 2012 роках, допомагаючи відновити тривале зниження продажів у світовій музичній індустрії. У Великій Британії це найбільш продаваний альбом 21 століття, четвертий найбільш продаваний альбом всіх часів, та найбільш продаваний альбом соло виконавця всіх часів. Альбом очолював британський чарт протягом 23 тижнів, що є рекордом для соло співачок. У Сполучених Штатах це комерційно найкращий альбом Billboard 200 усіх часів, який утримував перше місце в чарті протягом 24 тижнів — триваліше, ніж будь-який інший альбом з 1985 року, і найтриваліше для соло співачок в історії Billboard 200. Альбом отримав діамантову сертифікацію від RIAA, що означає продажі понад 10 мільйонів копій у США. Окрім цього, 3 із 5 синглів — «Rolling in the Deep», «Someone like You» та «Set Fire to the Rain» — стала міжнародними піснями номер один, а сингл «Rumour Has It» очолив чарти у 20 країнах Європи та Півнчіної Америки. Із загальними продажами понад 31 мільйон копій, «21» є комерційно найбільш успішним альбомом 21 століття, та один із найспішніших за всю історію.
«21» визнано найкращим альбомом 2011 року за версіями двох провідних журналів: Billboard і Rolling Stone. 12 лютого 2012 року у Лос-Анджелесі на 54-ій церемонії вручення музичної премії «Греммі» платівку було визнано найкращим альбомом року.

## Запис альбому

### Ранні студійні сесії
У квітні 2009 року двадцятирічна Адель, яка тільки що зав'язала свої перші серйозні стосунки із чоловіком, старшим за неї на 10 років, почала писати нові пісні для свого другого альбому після успішного дебюту із платівкою «19» На противагу ЗМІ, котрі через вінтажне звучання і сентиментальність пісень повісили на її музику ярлик «старий соул», Адель вирішила створити більш танцювальний і сучасний альбом.
Однак перші студійні сесії виявились, в переважній більшості, не такими вдалими, як їй хотілось і через два тижні була записана лише одна пісня, якою Адель була задоволена — спродюсована Джимом Аббіссі «Take It All», любовна балада у супроводі фортепіано, котра сильно відрізнялась від матеріалу альбому «19». Розчарувавшись у перших результатах роботи і не знаходячи натхнення для продовження, співачка відмінила наступні заплановані студійні сесії.
Адель написала «Take It All» під час загострення в своїх стосунках. Після того, як вона зіграла пісню своєму хлопцю, між ними відбулась сварка, яка стала причиною їхнього розставання після 18 місяців взаємин. Співачка відчувала, що її серце розбите, але водночас із цим повернулось натхнення. Вона виплеснула свої емоції за допомогою музики, пишучи пісні, присвячені її невдалим стосункам (як із позиції коханки та жертви, якій розбили серце, так і з позиції людини, яка переживає ностальгічні почуття за минулим коханням).

### Спільні сесії з Епвортом, Смітом і Теддером
Створення нових пісень розпочалось одразу після розставання Адель з її хлопцем. Буквально наступного дня вона зв'язалась із продюсером Полом Епвортом із наміром передати свої емоції у пісні: «У нас була спекотна сварка минулої ночі… І я вся кипіла. Потім прийшла в студію і просто кричала». опри те, що спочатку вона хотіла дописати баладу, яку вони з Епвортом почали писати за рік до цього, продюсер вирішив, що вона налаштована на більш агресивне звучання. Удвох вони переробили пісню та переписали слова таким чином, щоб відобразити недавній досвід Адель та зупинилися на назві «Rolling in the Deep». Музичний супровід було зроблено досить спонтанно: після того, як було випробувано декілька джазових рифів, Адель заспівала «а капела», надихнувши Епворта зімпровізувати мелодію на акустичній гітарі. На ударних було зімітовано прискорене серцебиття співачки. Протягом двох днів було зроблено демо-запис, який надали для прослуховування та подальшого просування співпрезиденту Columbia Records Ріку Рубіну. Через декілька місяців Адель знову зв'язалась із Епвортом для того, щоб він завершив продюсування пісень.
Цей запис став основою для кінцевої версії. Епворт дописав всі інструменти для демо-запису вокалу, який Адель записала з першого разу і який вважали найбільш емоційним. У кінцевій версії пісні, яка звучить в альбомі, можна почути як Епворт відраховує час перед початком запису.
Із британським продюсером Фрейзером Смітом фактично повторилась та ж історія, коли він приєднався до Адель для того, щоб записати майбутній третій сингл «Set Fire to the Rain» у його лондонській студії «MyAudiotonic Studios». Після того, як вони створили демо, Адель знову відвідала співавтора, щоб записати фінальну версію пісні разом із ним, а не із Ріком Рубіном. Сміт вирішив, що початковий запис вокалу «неможливо буде перевершити». Він використав цей запис для фінальної версії пісні, добавивши «живі» ударні і партію струнних (аранжовану британським музикантом Розі Денверс).
Закінчивши демо-записи, Адель звернулась до американського музиканта, фронтмена гурту OneRepublic Раяна Теддера, який в той час перебував у Лондоні, для участі в радіо-шоу. Теддер проявив інтерес до співпраці із співачкою, ще коли вони познайомились на церемонії Греммі у лютому 2009 року. Він приїхав до студії на чотири години раніше заплановаго часу, щоб краще ознайомитись із її попередніми роботами. Хоч він не знав про проблеми Адель в її особистому житті, за цей час він встиг написати фортепіанну інтерлюдію та два перших рядки майбутньої балади «Turning Tables». Так збіглося, що запис ідеально відобразив стан співачки, котра приїхала в студію якраз після чергової сварки із її колишнім хлопцем. Переживаючи злість і сум'яття, вона осуджувала бажання її колишнього «перемогти» (англ. «turn the tables») її у словесній перепалці. Теддер запропонував використати цей вираз, додавши його в текст композиції. Адель записала демо пісні на наступний день (разом із Джимом Аббіссом).
Адель і Теддер погодились на другий запис і продовжили роботу у студії «Serenity West Studios» (Лос-Анджелес) через декілька тижнів, записавши композицію «Rumour Has It». В одном із інтерв'ю Теддер розповів, щоб був здивований музичним і вокальним талантом Адель після того, як вона змогла записати основну вокальну партію за 10 хвилин: "Вона заспівала все одразу, абсолютно ідеально, не пропустивши жодної ноти. Тоді я подивився на звукоінженера, опісля — на неї і сказав: «Адель, я не знаю, що сказати, але за десять років я не зустрічав нікого, хто міг би це зробити».

### Спільні сесії із Рубіном, Веллсом та Вілсоном
Після записів із Епвортом, Смітом і Теддером Адель вирушила до США, щоб продовжити роботу над альбомом. За пропозицією президента Columbia Records Ешлі Ньютона, вона зустрілась із американським автором піснь Ґреґом Веллсом у його студії, розташованій у Калвер-Сіті поблизу Лос-Анджелеса, де вони записали госпел-баладу «One and Only». Текст пісні, на який співачку надихнули нові любовні стосунки співачки, був написаний дуже швидко і закінчений у співпраці із Деном Вілсоном, із яким пізніше написали композицію «Someone Like You».

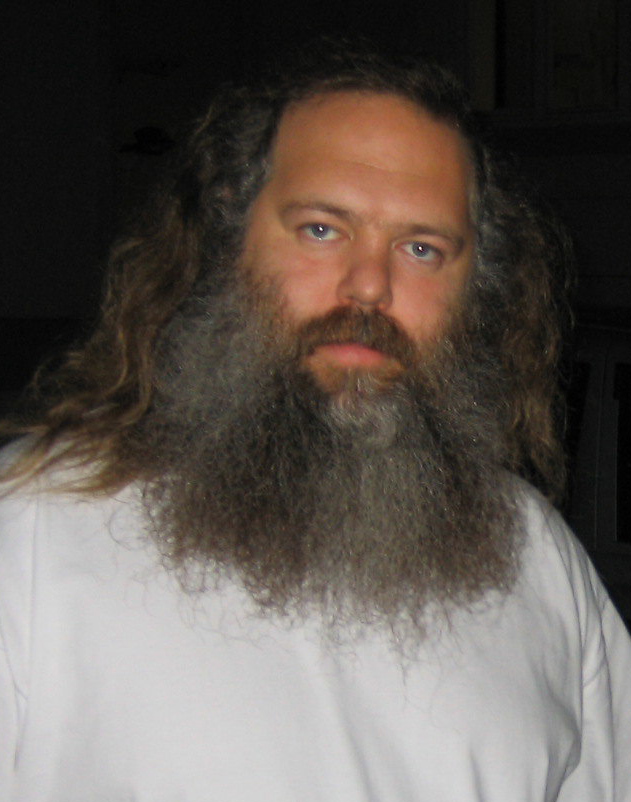
Cпівпрезидент Columbia Records Рік Рубін, відомий своїм нестандартним підходом до запису, став одним із продюсерів альбому.

У 2008 році поява Адель у американському комедійному скетч-шоу Saturday Night Live привернула увагу знаменитого продюсера Ріка Рубіна, котрий пізніше, після її успіху на церемонії «Греммі» 2009 року, побажав виступити виконавчим продюсером нового альбому. Співачка із самого початку планувала співпрацю із різними музикантами (включно із Епвортом, Сміттом і Теддером) для запису піснь, котрі повинні були пізніше записані спільно із Рубіном. Однак вдалий запис перших демо змусив її змінити плани і зробити запис багатьох пісень, в тому числі і «Rolling in the Deep» та «Set Fire to the Rain», в Лондоні. У квітні 2010 року вона вирушив до студії Рубіна Shangri-La Studio у Малібу, штат Каліфорнія, щоб записати решту матеріалу для альбому.
Відомий через свій неортодоксальний стиль продюсування, Рубін витягнув співачку із її зони комфорту, і, як наслідок його нетрадиційних методів, Адель описала роботу з ним як «дуже важку». Рубін відвідав багато її виступів протягом 2008—2009 років і після її виступу на Голлівуд-боул запропонував стерти межу між її живими виступами і студійними записами. Коли вони зустрілись в Малібу, він старався «зберегти настрій її шоу в записах», запросивши команду музикантів (барабанщика Кріса Дейва, гітариста Мета Суїні, піаніста Джеймса Пойсера і басиста Піно Палладіно). Музиканти записали багато акустичних партій для альбому. Рубін також виступив проти використання семплів та електронних інструментів. Як захисник більш вільного стилю запису музики, Рубін покладався на настрій та відчуття, котрі музика залишає сама по собі, намагаючись відобразити це в аранжуванні пісень. Він ізолював співачку в студії і запропонував їй, як і музикантам, підійти до процесу запису із більшою спонтанністю і меншими обмеженнями. В одному із інтерв'ю він розповідав:
|             | Її спів в студії був настільки сильним та жалісним, що ставало абсолютно ясно, що відбувається щось особливе… Музиканти були під враженням, оскільки їм рідко вдається записуватися разом з артистом і тим більше в момент, коли він співає… Сьогодні більшість пісень записуються накладенням доріжок. Вийшов дійсно інтерактивний момент, коли ніхто з музикантів не знав, що він насправді повинен зіграти, і всі слухали настільки уважно та глибоко занурювалися в процес… партії всіх інструментів будувалися на емоціях приголомшливого вокального виконання Адель. |
| — Рік Рубін | |

Адель записала із Рубіном 5 пісень: «Don't You Remember», «He Won't Go», «One and Only» і бонус-трек для США «I Found a Boy». Кавер на пісню «Never Tear Us Apart» гурту INXS було замінено на кавер композиції «Lovesong» гурту The Cure, записаний в стилі «босанова», котрий змусив музикантів розплакатись.
Після завершення роботи із Рубіном Адель дізналась від свого знайомого, що її колишній хлопець оголосив про заручини із іншою дівчиною. За десять хвилин співачка написала текст фінальної пісні альбому «Someone Like You», котру вона згодом дописала із Деном Вілсоном. Лейбл Аделі спочатку був незадоволений композицією і пропонував перезаписати її з гуртом, але співачка відмовилась. Запис пісні став моментом очищення для Адель, котра зазначала, що написала її для того, щоб «звільнити себе».

## Назва
Першим бажання Адель було назвати альбом Rolling in the Deep, її адаптивним виразом сленгової фрази «roll deep» (укр. «іти куди-небудь великим гуртом людей»), який означав ті відчуття, котрі вона переживала через свої минулі стосунки; в її особистій інтерпретації фраза означала когось, «хто поділяє твоє минуле» і завжди підтримає тебе. Тим не менше, пізніше співачка вирішила, що така назва буде надто складною для сприйняття аудиторією. Не дивлячись на те, що вона хотіла уникнути порівняння із назвою її дебютної роботи, Адель все ж вирішила, що назва «21» є найбільш вдалою, оскільки відображає її вік на момент створення платівки, позначає її автобіографічну суть і символізує артистичну еволюцію із моменту запису першої роботи.
|         | 21 зовсім не схожий на 19, він про ці ж речі, тільки з іншої точки зору. Зараз я ставлюсь до багатьох речей по іншому. Я стала більш терплячою... більш ліберальною і такою, що усвідомлює свої недоліки... Я вважаю, що це прийшло із віком. Тому думаю, що буде цілком слушно назвати цей запис 21... Як у фотоальбомі, ви зможете побачити [мій] прогрес і зміни в мені... крізь роки. Я пробувала придумати іншу назву для альбому, але не змогла знайти нічого, що описувало б його правильно. |
| — Адель | |

## Музика та тексти пісень

### Вплив та звучання
На альбом 21 повпливало захоплення Адедь культурою півдня США під час північноамериканського туру An Evening with Adele у 2008—2009 роках. Часті перекури із водієм автобуса, уродженцем Нешвілля (штат Теннесі), під час переїздів привели до того, що співачка познайомилась із музикою в жанрах блюграс та рокабілі, із творчістю Гарта Брукса, Ванди Джексон, Елісон Краусс, гуртом Lady Antebellum, Доллі Партон і Rascal Flatts. Адель була вражена жанром кантрі, високо оцінивши такі його сторони, як тематику і простоту викладу пісень, котрі вона слухала; вона також говорила, що просто із ентузізмом стала вивчати новий, не знайомий їй стиль музики. Незважаючи на те, що альбом був насичений сучасним впливом кантрі і південного соулу, він, тим не менш, залишився в рамках поп-соул звучання мотауну дебютної роботи Адель. Звучання таких інструментів як саксофон, арфа, банджо і акордеон було додано в запис під впливом блюзу і соулу, джазу і босанови. Альбом також містить такі жанри і стилі як альтернативний поп і, доданий під впливом госпелу, сучасний рок. Під час запису співачка відштовхувалась від музики Мері Джей Блайдж, Каньє Веста, Elbow, Мос Деф, Аланіс Моріссетт, Тома Вейтса, Шинейд О'Коннор для розробки власного звучання. Вона відмітила таких музикантів як Yvonne Fair, Andrew Bird, Neko Case і The Steel Drivers як приклади для неї при створенні альбому.
Незважаючи на те, що ЗМІ назвали роботу «соул альбомом», критики не погодились із такою характеристикою. Майк Спайс із журналу «Slate» стверджує, що «соул» завжди був пов'язаний із політичним, історичним та культурним спадком афро-американців, а Адель і її сучасники надто далекі від цього соціокультурного середовища і можуть запропонувати лише бліду копію справжнього «соулу», незважаючи на здатність створювати правдоподібне звучання. Журналіст «Sirius XM» Ларрі Флік додав, що вінтажне звучання альбому автоматично не вносить його в категорію «соулу». Натомість диск можна назвати поп-альбомом з «нахилом в соул».

### Музика та тематика пісень
Альбом є автобіографічним і його пісні розміщені таким чином, щоб послідовно передати ту гаму емоцій, котру Адель пережила після розставання із колишнім хлопцем: від теми гніву і гіркоти відчуття самотності, горя та співчуття і, зрештою, до прийняття незворотнього. Мстива «Rolling in the Deep», яку Адель описала як «темний госпел із елементами блюзу, покладений на диско-ритм», була написана як спосіб виразити своє обурення її колишньому хлопцю після його зневажливо зауваження про те, що вона завжди була слабкою і без нього її життя буде «нудним, самотнім і безглуздим». Починаючись звуками ударів на акустичній гітарі, пісня із першого куплету задає тон всьому альбому.
Маршируючий біт, шафл-перкусія і піаніно переходять в драматичний, багатоголосий приспів, в якому «голос Адель передає драматичний пошук правильної інтонації і слів, якими можна описати її сум через те, що хтось посмів розбити її серце». Ставши першим синглом із 21, «Rolling in the Deep» — один із найкращих зразків того, як на звучанні альбому відобразився вплив американської музики.
«Rumour Has It» — саркастична відповідь співачки на всі плітки щодо її розриву з колишнім хлопцем, котру вона написала як реакцію на поведінку її друзів, які і поширювали ці плітки. Поєднуючи елементи doo-wop і блюзу в стилі Tin Pan Alley, ця енергетична пісня побудована на гармонії жіночого вокалу, фортепіанних акордах, оплесках і відкриває в Адель «близького до 40-х років салонного виконавця». Джон Караманіка із The New York Times відмічав у пісні «виконаний контрапунктом оголений вокал» і повільний бридж, який змінює загальний ритм композиції. Під час запису Теддер експериментував із рифом, натхненний піснею «I Might Be Wrong» гурту Radiohead, відмічаючи особливий гітарний стрій пісні і ритми американського блюзу як стимул в продюсуванні «Rumour Has It». У «Turning Tables» — пісні, присвяченій внутрішній боротьбі,  — виконавець приймає захисну позицію по відношенню до дій свого колишнього хлопця. Примирюючи себе із припиненням тривалих скандалів, співачка клянеться собі тримати емоційну дистанцію, щоб не переживати подібних розчарувань у майбутньому. Браян Бойд із The Irish Times порівняв Адель із уельською рок-співачкою 1980-х Бонні Тайлер у плані вокальної техніки, із допомогою якої вона пробувала передати почуття гніву, болю і пафосу. На думку журналістів Paste кінематографічні струнні «зробили акцент на тексті [пісні], присвяченому розбитому серцю».
Спродюсована Ріком Рубіном четверта композиція «Don't You Remember», написана Адель та Деном Вілсоном, змінює тематику альбому від злості та самозахисту до рефлексії та душевної туги. Ця середньотемпова кантрі-балада була додана в альбом однією із останніх, оскільки Адель стало соромно від того, що вона демонізує свого колишнього коханого в інших піснях. Текст пісні закликає колишнього коханця згадати найкращі моменти їхніх відносин. У «Set Fire to the Rain» співачка у загальних рисах визначає ту сходинку у відносинах, коли з'являються проблеми та бореться зі своєю нездатністю дати подіям розвиватися природно. Прикрашена багатою оркестровкою, трепетними струнними, crescendo та драматичними вокальними мелізмами в кінці, пісня разюче відрізняється від решти матеріалу альбому, внаслідок чого критики охарактеризували її як поп-рокову пауер-баладу. Щоб досягти більш об'ємного звучання, продюсер Фрейзер Сміт використав популярну техніку «стіна звуку».
«Take It All»,  сьома пісня альбому, написана разом із Френсісом Вайтом і Джимом Аббіссом до того, як завершились стосунки Адель та її хлопця, — це балада, записана у супроводі піаніно із сильним впливом поп-музики, соулу та госпелу. У рецензії альбому критик Allmusic Метт Коллар назвав пісню «центральним номером» альбому, описавши її як «позачасову класику», поставивши в один ряд із такими піснями як «And I Am Telling You I'm Not Going» і «All by Myself», назвавши її «моментом катарсису для тих шанувальників, які ототожнюють себе із любовним персонажем свого ідола». Наступною звучить «I'll Be Waiting», друга із пісень, спродюсована Епвортом, котра різко відрізняється від «Rolling in the Deep» більш оптимістичним тоном і жвавою, світлою мелодією. Сповідуючи позицію mea culpa у стосунках, що руйнуються, співачка заявляє, що буде терпляче чекати неминучого повернення коханого. Композицію порівнювали із роботами Арети Франклін. Том Тауншенд із MSN Music описував її духову секцію як Rolling Stones-нівський «барний госпел»
Попри те, що більшість пісень альбому присвячені невдалим відносинам співачки, не всі з них порушували цю тему. «He Won't Go» — данина хіп-хопу та сучасному ритм-н-блюзу, присвячена другу Адель, який боровся із героїновою залежністю. Пісня «One and Only» присвячена близькому другу співачки, до якого вона відчувала романтичні почуття. «Lovesong» Адель присвятила своїй матері і друзям, спогади про яких були для неї втіхою, коли виникала туга за домом і з'являлось відчуття самотності під час запису в Малібу.
«Someone Like You» — ніжна фортепіанна балада, котра закриває альбом, описана як «адажіо розбитому серцю». В інтерв'ю співачка описувала композицію як поєднання всього, що вона відчувала до свого колишнього хлопця на останньому етапі запису альбому. Текст пісні описує спробу героїні впоратись із своїм горем після того, як вона дізнається, що її колишній тільки що заручився і щасливий у нових стосунках. Шон Феннессі із The Village Voice похвалив вокальне виконання Адель, відмітивши як її «шепіт переходить в крик» у приспіві і потім знову повертається до спокійного виконання. Будучи однієї із найбільш високо оцінених пісень із альбому, композиція «Someone Like You» отримала одобрення за ліричну глибину і простоту викладу.

## Список композицій
| #   | Назва                  | Автор                                                                                   | Продюсер(и)   | Тривалість |
| --- | ---------------------- | --------------------------------------------------------------------------------------- | ------------- | ---------- |
| 1.  | «Rolling in the Deep»  | Адель Едкінс Пол Епворт                                                                 | Епворт        | 3:49       |
| 2.  | «Rumour Has It»        | Едкінс Раян Теддер                                                                      | Теддер        | 3:43       |
| 3.  | «Turning Tables»       | Едкінс Теддер                                                                           | Джим Аббісс   | 4:10       |
| 4.  | «Don't You Remember»   | Едкінс Ден Вілсон                                                                       | Рік Рубін     | 4:03       |
| 5.  | «Set Fire to the Rain» | Едкінс Фрейзер Т Сміт                                                                   | Сміт          | 4:01       |
| 6.  | «He Won't Go»          | Едкінс Епворт                                                                           | Рубін         | 4:37       |
| 7.  | «Take It All»          | Едкінс Ег Вайт                                                                          | Аббісс        | 3:48       |
| 8.  | «I'll Be Waiting»      | Едкінс Епворт                                                                           | Епворт        | 4:01       |
| 9.  | «One and Only»         | Едкінс Вілсон Ґреґ Веллс                                                                | Рубін         | 5:48       |
| 10. | «Lovesong»             | Роберт Сміт Laurence Tolhurst Simon Gallup Boris Williams Porl Thompson Roger O'Donnell | Рубін         | 5:16       |
| 11. | «Someone like You»     | Едкінс Вілсон                                                                           | Едкінс Вілсон | 4:47       |

| Додаткова композиція iTunes видання | Додаткова композиція iTunes видання | Додаткова композиція iTunes видання | Додаткова композиція iTunes видання | Додаткова композиція iTunes видання |
| #                                   | Назва                               | Автор                               | Продюсер(и)                         | Тривалість                          |
| ----------------------------------- | ----------------------------------- | ----------------------------------- | ----------------------------------- | ----------------------------------- |
| 12.                                 | «I Found a Boy»                     | Едкінс                              | Рубін                               | 3:37                                |

| Додаткова композиція попереднього замовлення на iTunes | Додаткова композиція попереднього замовлення на iTunes | Додаткова композиція попереднього замовлення на iTunes | Додаткова композиція попереднього замовлення на iTunes | Додаткова композиція попереднього замовлення на iTunes |
| #                                                      | Назва                                                  | Автор                                                  | Продюсер(и)                                            | Тривалість                                             |
| ------------------------------------------------------ | ------------------------------------------------------ | ------------------------------------------------------ | ------------------------------------------------------ | ------------------------------------------------------ |
| 12.                                                    | «Rolling in the Deep» (живе акустичне виконання)       | Едкінс Епворт                                          | Епворт                                                 | 4:07                                                   |

| Додаткові композиції лімітованого видання (Велика Британія, Польща, Болгарія) | Додаткові композиції лімітованого видання (Велика Британія, Польща, Болгарія) | Додаткові композиції лімітованого видання (Велика Британія, Польща, Болгарія) | Додаткові композиції лімітованого видання (Велика Британія, Польща, Болгарія) | Додаткові композиції лімітованого видання (Велика Британія, Польща, Болгарія) |
| #                                                                             | Назва                                                                         | Автор слів                                                                    | Продюсер(и)                                                                   | Тривалість                                                                    |
| ----------------------------------------------------------------------------- | ----------------------------------------------------------------------------- | ----------------------------------------------------------------------------- | ----------------------------------------------------------------------------- | ----------------------------------------------------------------------------- |
| 12.                                                                           | «If It Hadn't Been for Love»                                                  | Mike Henderson Chris Stapleton                                                | Rodaidh McDonald                                                              | 3:08                                                                          |
| 13.                                                                           | «Hiding My Heart»                                                             | Tim Hanseroth                                                                 | McDonald                                                                      | 3:28                                                                          |

| Додаткові композиції японського видання | Додаткові композиції японського видання         | Додаткові композиції японського видання | Додаткові композиції японського видання | Додаткові композиції японського видання |
| #                                       | Назва                                           | Автор слів                              | Продюсер(и)                             | Тривалість                              |
| --------------------------------------- | ----------------------------------------------- | --------------------------------------- | --------------------------------------- | --------------------------------------- |
| 12.                                     | «I Found a Boy»                                 | Едкінс                                  | Рубін                                   | 3:37                                    |
| 13.                                     | «Turning Tables» (живе акустичне виконання)     | Едкінс Теддер                           | Аббісс                                  | 4:20                                    |
| 14.                                     | «Don't You Remember» (живе акустичне виконання) | Едкінс Вілсон                           | Rubin                                   | 4:18                                    |
| 15.                                     | «Someone Like You» (живе акустичне виконання)   | Едкінс Вілсон                           | Едкінс Вілсон                           | 5:14                                    |

| Додаткові композиції делюкс-видання | Додаткові композиції делюкс-видання             | Додаткові композиції делюкс-видання                 | Додаткові композиції делюкс-видання | Додаткові композиції делюкс-видання |
| #                                   | Назва                                           | Автор слів                                          | Продюсер(и)                         | Тривалість                          |
| ----------------------------------- | ----------------------------------------------- | --------------------------------------------------- | ----------------------------------- | ----------------------------------- |
| 12.                                 | «Need You Now»                                  | Dave Haywood Charles Kelley Hillary Scott Josh Kear |                                     | 3:55                                |
| 13.                                 | «Someone Like You» (живе акустичне виконання)   | Едкінс Вілсон                                       | Едкінс Вілсон                       | 5:14                                |
| 14.                                 | «Turning Tables» (живе акустичне виконання)     | Едкінс Теддер                                       | Аббісс                              | 4:20                                |
| 15.                                 | «Don't You Remember» (живе акустичне виконання) | Едкінс Вілсон                                       | Рубін                               | 4:18                                |

## Чарти
| Чарт (2011–12)                                       | Найвища позиція |
| ---------------------------------------------------- | --------------- |
| Argentine Albums (CAPIF)                             | 1               |
| Австралія Australian Albums (ARIA)                   | 1               |
| Австрія Austrian Albums (Ö3 Austria)                 | 1               |
| Бельгія Belgian Albums (Ultratop Flanders)           | 1               |
| Бельгія Belgian Albums (Ultratop Wallonia)           | 1               |
| Канада Canadian Albums (Billboard)                   | 1               |
| Данія Danish Albums (Hitlisten)                      | 1               |
| Нідерланди Dutch Albums (MegaCharts)                 | 1               |
| Фінляндія Finnish Albums (Suomen virallinen lista)   | 1               |
| Франція French Albums (SNEP)                         | 1               |
| Німеччина German Albums (Media Control)              | 1               |
| Hungarian Albums (MAHASZ)                            | 1               |
| Ірландія Irish Albums (IRMA)                         | 1               |
| Італія Italian Albums (FIMI)                         | 1               |
| Мексика Mexican Albums (Top 100 Mexico)              | 1               |
| Нова Зеландія New Zealand Albums (Recorded Music NZ) | 1               |
| Норвегія Norwegian Albums (VG-lista)                 | 1               |
| Польща Polish Albums (ZPAV)                          | 1               |
| Португалія Portuguese Albums (AFP)                   | 3               |
| Шотландія Scottish Albums (OCC)                      | 1               |
| Slovenian Albums Chart                               | 1               |
| Іспанія Spanish Albums (PROMUSICAE)                  | 2               |
| Швеція Swedish Albums (Sverigetopplistan)            | 1               |
| Швейцарія Swiss Albums (Schweizer Hitparade)         | 1               |
| Велика Британія UK Albums (OCC)                      | 1               |
| Велика Британія UK Independent Albums (OCC)          | 1               |
| США Billboard 200                                    | 1               |

| Чарт (2011)                     | Позиція |
| ------------------------------- | ------- |
| Australian Albums Chart         | 1       |
| Austrian Albums Chart           | 2       |
| Belgian Albums Chart (Flanders) | 1       |
| Belgian Albums Chart (Wallonia) | 1       |
| Canadian Albums Chart           | 1       |
| Danish Albums Chart             | 2       |
| Dutch Albums Chart              | 1       |
| Finnish Albums Chart            | 4       |
| French Albums Chart             | 1       |
| German Albums Chart             | 1       |
| Hungarian Albums Chart          | 33      |
| Irish Albums Chart              | 1       |
| Italian Albums Chart            | 4       |
| Mexican Albums Chart            | 5       |
| New Zealand Albums Chart        | 1       |
| Polish Albums Chart             | 1       |
| Spanish Albums Chart            | 5       |
| Swedish Albums Chart            | 2       |
| Swiss Albums Chart              | 1       |
| UK Albums Chart                 | 1       |
| US Billboard 200                | 1       |
| Чарт (2012)                     | Позиція |
| Finnish Albums Chart            | 3       |

| Країна          | Сертифікація      |
| --------------- | ----------------- |
| Австралія       | 13-кр. Платиновий |
| Бельгія         | 6-кр. Платиновий  |
| Велика Британія | 16-кр. Платиновий |
| Німеччина       | 7-кр. Платиновий  |
| Данія           | 5-кр. Платиновий  |
| Ірландія        | 18-кр. Платиновий |
| Італія          | 5-кр. Платиновий  |
| Данія           | Діамантовий       |
| Мексика         | 4-кр. Платиновий  |
| Нідерланди      | 5-кр. Платиновий  |
| Нова Зеландія   | 10-кр. Платиновий |
| США             | 9-кр. Платиновий  |
| Фінляндія       | 2-кр. Платиновий  |
| Швейцарія       | 2-кр. Платиновий  |
| Росія           | Платиновий        |
| Швеція          | 2-кр. Платиновий  |